# Afronycteris helios
Afronycteris helios is een zoogdier uit de familie van de gladneuzen (Vespertilionidae). De wetenschappelijke naam van de soort werd voor het eerst geldig gepubliceerd door Heller in 1912.

## Voorkomen
De soort komt voor in Djibouti, Kenia, Somalië, Soedan, Tanzania en Oeganda.